# Clovia centralis
Clovia centralis är en insektsart som beskrevs av William Lucas Distant 1908. Clovia centralis ingår i släktet Clovia och familjen spottstritar. Inga underarter finns listade i Catalogue of Life.